# 乌兰计站
乌兰计站是位于内蒙古自治区包头市九原区的一个铁路车站，邮政编码14012。车站建于1955年，有包兰铁路经过该站，现不办理客货运业务，车站及其上下行区间均为电气化区段。车站距离包头站20公里，隶属呼和浩特铁路局，是五等站。